# Fontaria lacustris
Fontaria lacustris är en mångfotingart som beskrevs av Pocock 1895. Fontaria lacustris ingår i släktet Fontaria och familjen Xystodesmidae. Inga underarter finns listade i Catalogue of Life.